# Alice et les Marionnettes
Alice et les Marionnettes (titre original : The Clue of the Dancing Puppet, littéralement : L’Énigme de la poupée qui danse) est le trente-neuvième roman de la série américaine Alice (Nancy Drew en VO) écrit par Caroline Quine, nom de plume collectif de plusieurs auteurs. L’auteur de ce roman est Harriet Adams. 
Aux États-Unis, le roman a été publié pour la première fois en 1962 par Grosset & Dunlap, New York. En France, il a paru pour la première fois en 1980 chez Hachette Jeunesse dans la collection « Bibliothèque verte ». Il n'a plus été réédité en France depuis 2001.

## Résumé
Remarque : le résumé est basé sur les éditions cartonnées non abrégées parues de 1980 à 1993 en langue française.
L'acteur Hamilton Spire vient consulter James Roy : depuis qu'il s'est installé au domaine Van Pelt, une marionnette grandeur nature, habillée en ballerine, danse la nuit sur la pelouse ou sur le toit d'une dépendance de la propriété, et disparaît dès que l'on tente de s'en approcher. 
Alice se charge de l'enquête. Elle reçoit bientôt un appel téléphonique anonyme : « Ici la marionnette dansante. Je vous demande de quitter le manoir immédiatement ! »...

## Personnages

### Personnages récurrents
- Alice Roy, dix-huit ans, détective amateur blonde, fille de James Roy, orpheline de mère.
- James Roy, avocat [2] de renom, père d'Alice Roy, veuf.
- Bess Taylor, jeune fille blonde et rondelette, une des meilleures amies d'Alice.
- Marion Webb, jeune fille brune et sportive, cousine germaine de Bess Taylor et une des meilleures amies d'Alice.
- Ned Nickerson, jeune homme brun et athlétique, ami et chevalier servant d'Alice, étudiant à l'université d'Emerson.
- Daniel Evans, ami et chevalier servant de Bess, camarade d'université de Ned.
- Bob Eddleton, ami et chevalier servant de Marion, camarade d'université de Ned.
- Sarah, la fidèle gouvernante des Roy, qui a élevé Alice à la mort de sa mère.

### Personnages spécifiques à ce roman
- Hamilton Spire, acteur, client de James Roy.
- Margo Spire, épouse de Hamilton Spire.
- Tammi Whitlock, comédienne de théâtre.
- Dick Grant, frère de Tammi Whitlock.
- Chris Calhoun, comédien.
- Kathy Crowell, comédienne.
- Jim Simpson, comédien.
- Rod Whipley, qui se fait appeler Sam Terrill.
- Ted Longleg, malfaiteur.
- La troupe Boboli, comédiens de théâtre amateurs.
- Miss Johnson, secrétaire de James Roy.
- M. Stevenson, commissaire de River City, ami d'Alice.

## Éditions françaises
Note : Toutes les éditions ont paru aux éditions Hachette.
- 1980 : Alice et les Marionnettes — coll. « Bibliothèque verte », cartonné (français, version originale). Illustré par Jean Sidobre. Texte français d'Anne Joba. 20 chapitres. 183 p.
- 1983 : Alice et les Marionnettes — coll. « Bibliothèque verte »[3], cartonné (français, version originale). Nouvelle couverture de Jean Sidobre. Texte français d'Anne Joba. 20 chapitres. 183 p.
- 1989 : Alice et les Marionnettes — coll. « Bibliothèque verte » no 454, souple (français, version originale). Couverture de Philippe Daure.
- 1993 : Alice et les Marionnettes — coll. « Bibliothèque verte », cartonné (français, version originale). Couverture de Philippe Daure.
- 2000 : Alice et les Marionnettes — coll. « Bibliothèque verte »[4], cartonné (français, version originale). Nouvelle couverture[5] de Philippe Daure.